# Taras Bulba (Janáček)
Pour les articles homonymes, voir Tarass Boulba (homonymie).
Taras Bulba est une rhapsodie pour orchestre de Leoš Janáček, composée entre 1915 et 1918, inspirée de la nouvelle éponyme de Nicolas Gogol (1835). C'est pour ces mots « il n'existe pas de feux ni de souffrances qui puissent vaincre la force russe », semblables aux étincelles du bûcher sur lequel a péri le chef cosaque que j'ai écrit cette rhapsodie d'après l'œuvre de Gogol, déclara le compositeur. Mais à travers le choix du sujet Janacek fait résonner en filigrane l'espoir du peuple tchèque d'accéder à l'indépendance en se libérant du joug austro-hongrois.
A cette époque, l'Ukraine est donc considérée comme russe et orthodoxe, et doit se libérer du joug catholique de la Pologne.
Le romancier russe Gogol avait fait de l'ukrainien Taras Bulba le héros d'une fresque dont Janáček ne retint que les trois épisodes-clé :
1. Mort d'Andreï : Andreï, le fils cadet, est tombé amoureux de la fille du gouverneur polonais en plein conflit entre la Russie cosaque zaporète (donc aujourd'hui l'Ukraine) et la Pologne. L'introduction au cor anglais rend compte de ce sentiment diffus qui sera repris par un leitmotiv sentimental. Un passage sublime pour orgue obligé évoque l'intériorité du sentiment. Mais le père Taras se rend compte de la trahison. L'orchestre profère une atmosphère tendue et vengeresse par les cuivres graves. Le père exécute le fils pour sa traitrise ;
2. Mort d'Ostap : Ostap, le fils ainé, est capturé par les Polonais. C'est une marche au supplice qui n'est pas sans rappler celle de la symphonie fantastique d'Hector Berlioz. La marche s'enrichit de bribes mélodiques de folklore polonais. Le rythme se fait plus pressant: l'ultime supplice approche. A la fin du mouvement, l'appel strident de la petite clarinette traduit le texte de Gogol « Père, où es-tu ? m'entends-tu ? » et puis c'est l'extermination, à rapprocher de la dernière mesure du Sacre du Printemps d'Igor Stravinsky ;
3. Prophétie et Mort de Taras Boulba :Taras Boulba est capturé par les Polonais et va être mis au bûcher. Le début du mouvement comporte la confrontation de petite cellules mélodiques évoquant les derniers efforts pour combattre. Mais les Polonais ont le dessus et l'immolation par le feu est imminente. Commence alors une longue fresque très épique par laquelle Taras connecte avec la vision mystique de la suprématie de la foi orthodoxe. Le rôle des percussions (particulièrement des cloches tubulaires) contribue au côté grandiose du supplice qui semble s'éterniser. Une évocation des dernières flammes par trémolo de bois achève le mouvement dans la majesté.

- Durée d'exécution : vingt-trois minutes

La rhapsodie pour orchestre de Janáček fut jouée pour la première fois le 9 octobre 1921 à Brno sous la direction de František Neumann. La première audition pragoise eut lieu en 1926 sous la baguette de Václav Talich.

## Instrumentation
- Un piccolo, deux flûtes, deux hautbois, un cor anglais, deux clarinettes, deux bassons, un contrebasson, quatre cors (en fa), trois trompettes (en fa), trois trombones, un tuba, un orgue, un jeu de cloches, un tambour, un triangle,cymbale, cordes.